# پوسینکی
پوسینکی (چکی: Pusinky) یک فیلم درام در ژانر تراژیکمدی است که در سال ۲۰۰۷ منتشر شد. از بازیگران آن می‌توان به لنکا ولاساکووا اشاره کرد.